# ویتوریو د سیستی
ویتوریو دِ سیستی (ایتالیایی: Vittorio De Sisti؛ ‏ ۲۳ نوامبر ۱۹۴۰ – ۲۲ آوریل ۲۰۰۶) فیلم‌نامه‌نویس و کارگردان فیلم اهل ایتالیا بود.
از فیلم‌هایی که وی در آن‌ها نقش داشته‌است، می‌توان به آموزگار جایگزین به شهر می‌رود، کلاس خصوصی، وقتی عشق شهوت است و فیورینا، گاو ماده اشاره نمود.